# Guo Muye
Guo Muye (8 de mayo de 2008) es un deportista chino que compite en natación sincronizada. Ganó una medalla de plata en el Campeonato Mundial de Natación de 2025, en la prueba solo libre.

## Palmarés internacional
| Campeonato Mundial | Campeonato Mundial  | Campeonato Mundial | Campeonato Mundial |
| Año                | Lugar               | Medalla            | Prueba             |
| ------------------ | ------------------- | ------------------ | ------------------ |
| 2025               | Singapur (Singapur) | Medalla de plata   | Solo libre         |